# バンテアイ・スレイ
バンテアイ・スレイ (Banteay Srei) はカンボジアにあるアンコール遺跡の一つで、ヒンドゥー教の寺院遺跡。アンコール・ワットの北東部に位置する。

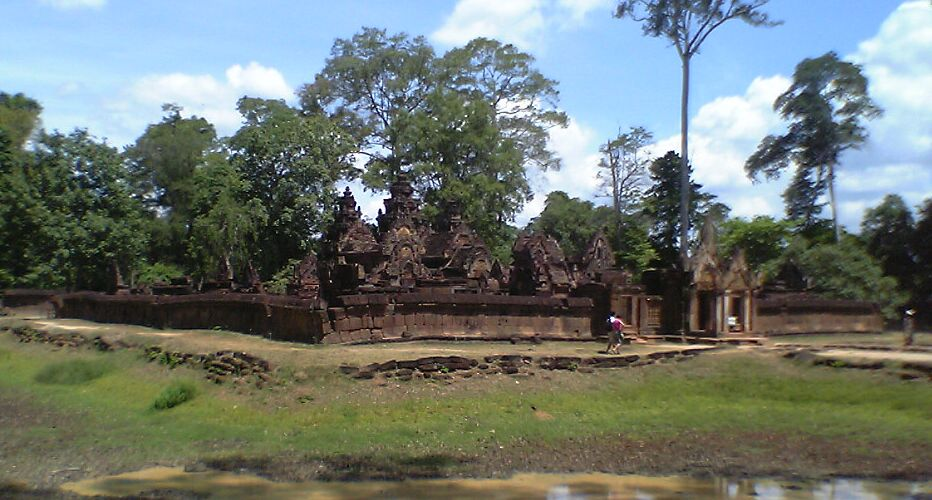
環濠南東より

バンテアイは砦、スレイは女で、「女の砦」を意味する。大部分が赤い砂岩により建造されている。規模こそ小さいが、精巧で深くほられた美しい彫刻が全面に施されている。こうしたことから観光客には大変な人気があり、「アンコール美術の至宝」などと賞賛されている。中でもデヴァターの彫像は「東洋のモナリザ」とも呼ばれている。

## 歴史
967年、ラージェンドラヴァルマン王が臨席する下で着工式が行われ、息子のジャヤーヴァルマン5世の代に完成する。建立は、近くの土地を領し王師を務めていたヤジュニャヴラーハが行った。
アンコール朝の衰退に伴い忘れ去られていたが、1914年に再発見される。1923年にはフランス人のアンドレ・マルローがデヴァター像を盗み出して逮捕され、注目を集めた。マルローは後にこの体験を基に小説『王道』を記している。
現在はカンボジアの安定に伴い、多くの観光客が訪れている。

## 伽藍

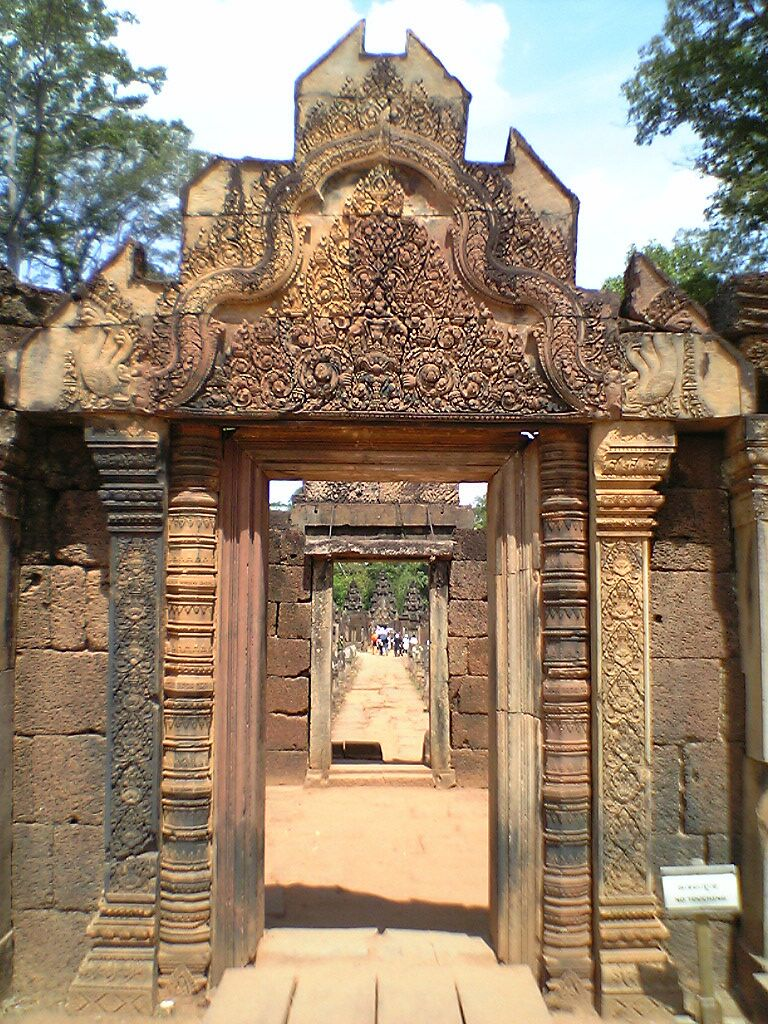
第二周壁の塔門

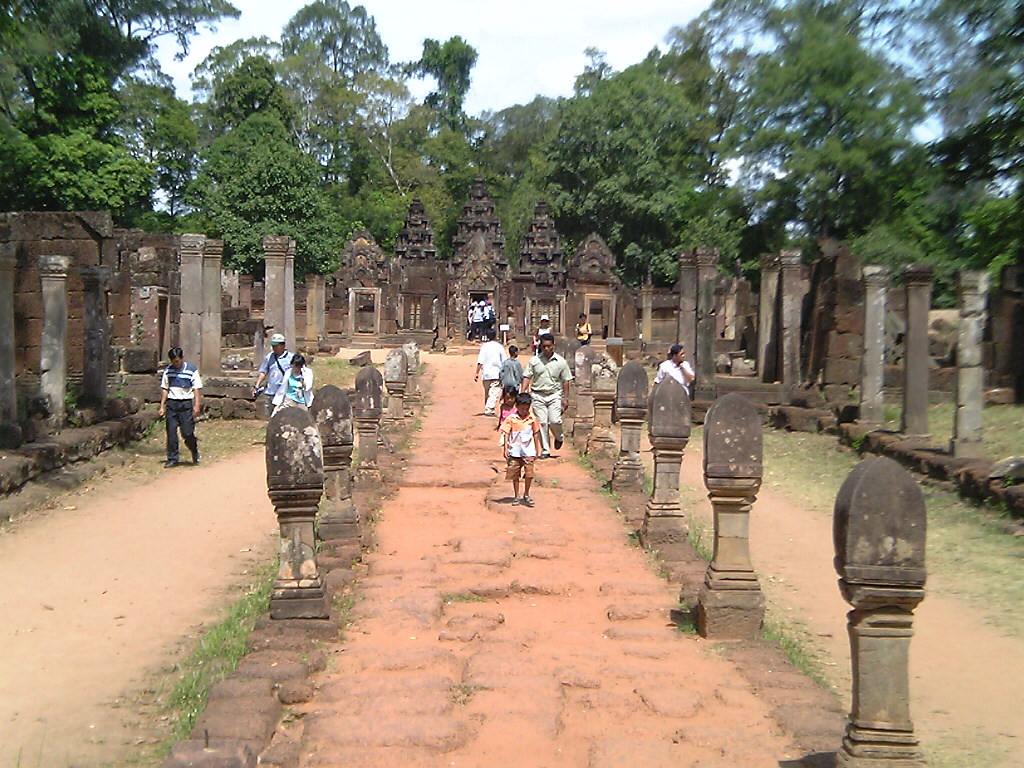
リンガの並んだ参道

寺院はラテライトと紅い砂岩で築かれており、東を正面としている。
外周壁の塔門をくぐり75mの参道を進むと、第一周壁とその塔門に着く。周壁はラテライトで築かれ南北94m東西109mあり濠を囲んでいる。塔門をくぐり土を盛った橋を渡ると、第二周壁とその塔門があり、正面に祠が見え始める。
塔門をくぐると次は左右にリンガが並んだ参道を進み、第三周壁の塔門に入ると、中には刻まれた碑文が見られる。それを抜けると中央祠堂の前室に至る。ここまでの塔門は、中央に近づく程に間口と高さを狭めており、遠近により狭い寺院を広く見せている。

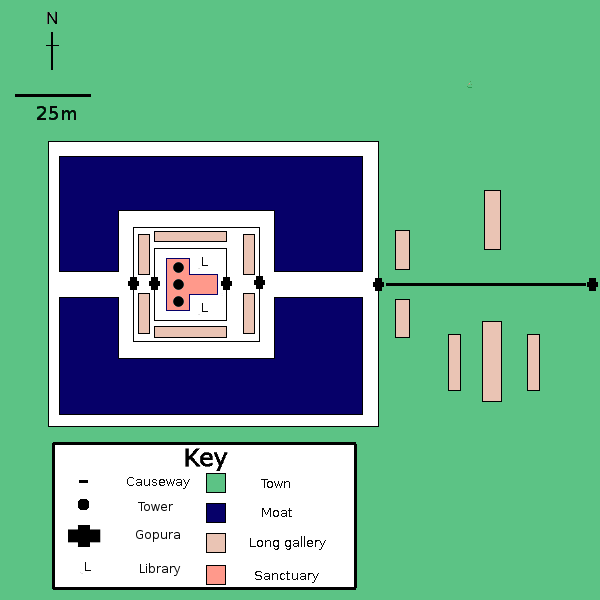
平面図

前室の左右には経蔵があり、それぞれ東側の偽扉と西側の入口を持ち、三重の破風で飾られている。破風にはヒンドゥー教の神話が、精密かつ立体的に彫られており、南経蔵の破風では、下段に世界を揺らす悪魔と逃げ惑う動物が、上段に神とその妻が彫られている。

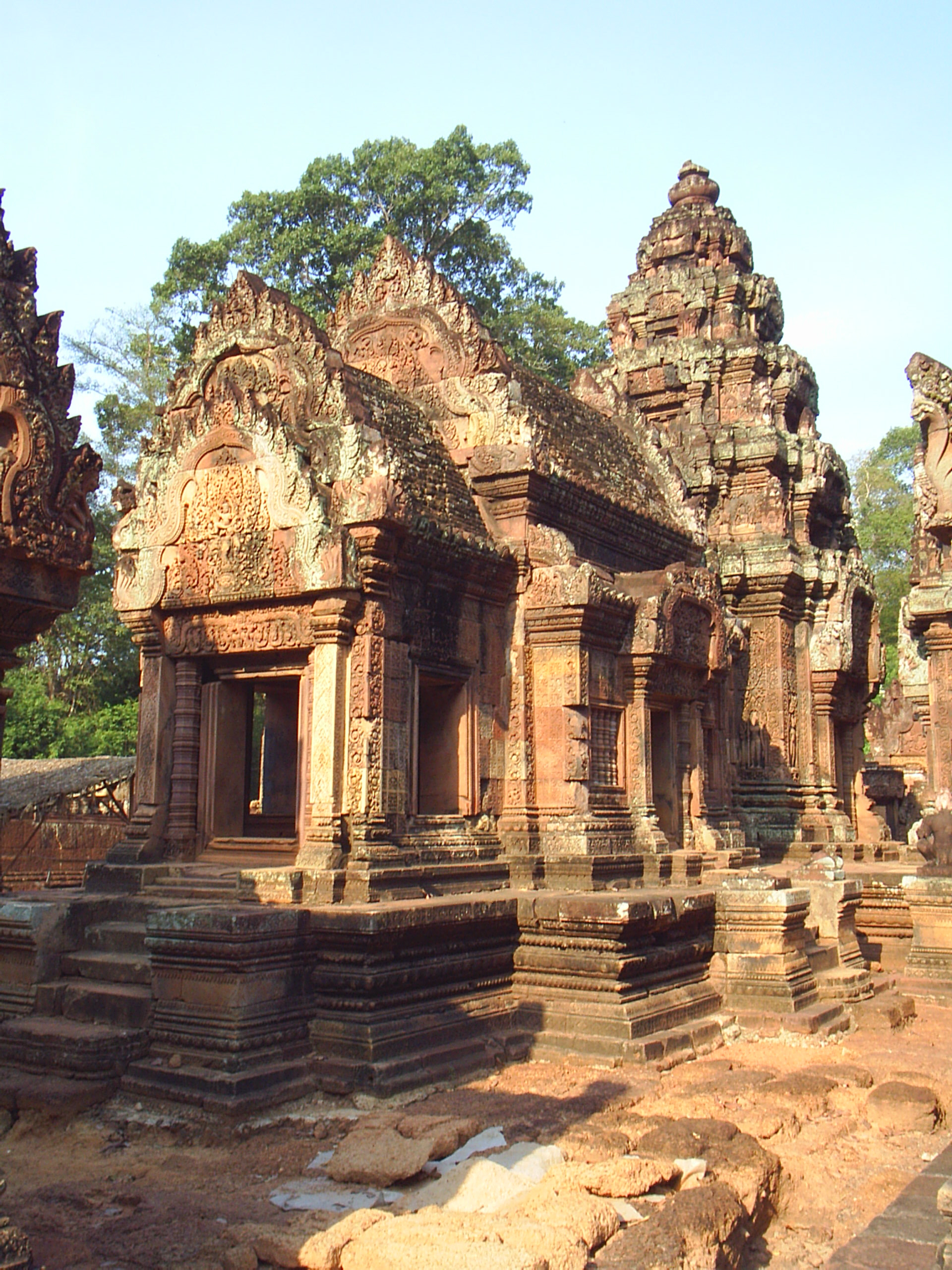
中央祠堂と前室

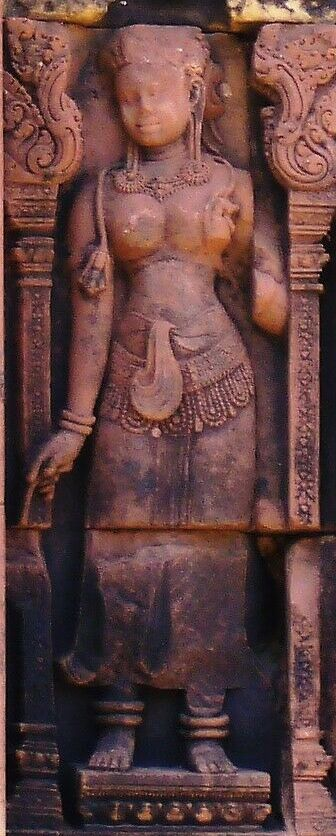
デヴァター像

寺院中央の南北に三つ並んだ祠堂と前室は、丁字型の基段上に築かれており、基段上へ登るには、前室の三方と南北祠堂の正面に加え、中央祠堂の背面に階段が有る。祠堂は全面が彫刻で飾られており、中央の祠堂には門衛神の「ドヴァーラパーラ」が、南北の祠堂には「東洋のモナリザ」と評されるデヴァターの像が柔らかな曲線で彫られ、美しい姿を見せている。